# بخش بران
بخش بران، یکی از بخش‌های شهرستان اصلاندوز در استان اردبیل ایران است. مرکز این بخش، شهر بران علیا است.

## تقسیمات کشوری
- بخش بران
  - دهستان بران
  - دهستان قشلاق غربی

شهر: بران علیا

## جمعیت
بر پایه سرشماری عمومی نفوس و مسکن در سال ۱۳۹۵، جمعیت بخش بران برابر با ۸٬۴۴۹ نفر بوده‌است.